# 黄常洲
黄常洲（1994年8月20日—）来自于四川省广汉市松林镇，是一名中国男子田径运动员，主攻跳远。他在小学时原本从事篮球运动，2007年，他在参加篮球比赛时因其身体条件被田径教练看中，他也在之后进入德阳的体校开始练习跳远。进入德阳体校不到一年后，他进入四川省田径学校。2010年，他在四川省运动会上获得跳远和三级跳远两个小项的金牌，后被选入省队。